# Michael A. Kahn
Pour les articles homonymes, voir Kahn.
Michael A. Kahn, né en 1952 à Saint-Louis, Missouri, est un avocat et un auteur américain de roman policier.  Il a également signé un roman du pseudonyme Michael Baron.

## Biographie
Il complète des études supérieures à l’Université Northwestern. Pendant deux ans, il devient professeur dans le réseau des écoles publiques de Chicago. Déçu par l’enseignement, il s’inscrit à la faculté de droit de l’Université Harvard et reçoit en 1979 un diplôme avec mention.  Il mène ensuite une carrière d’avocat spécialisé dans les causes de violations de copyright, de marques de commerce et de la vie privée, ainsi que dans les litiges civiles sur la liberté d’expression et les intérêts d’artistes et de créateurs. Il est également professeur adjoint de droit à l'Université Washington de Saint-Louis et à la Webster University (en).
Il amorce sa carrière littéraire en relevant le défi, imposé par sa femme, d’écrire un meilleur roman que les thrillers qu’il lit depuis des années et dont il déplore la mauvaise qualité. En 1988, il fait paraître Canaan Legacy, un roman qu’il republie sous le titre Grave Designs en 1992. Il s’agit de la première des quelque dix enquêtes de Rachel Gold, une jeune avocate célibataire. Diplômée de Harvard comme son créateur, Rachel Gold est dans ses premières aventures associée junior pour la firme de juristes Abbott et Windsor avant d’ouvrir son propre cabinet juridique.  Ses exploits, qui rappellent en partie ceux du Perry Mason de Erle Stanley Gardner, soulèvent fréquemment de réels problèmes de droit. Dans La Mort en forme, elle revient s’installer, après la mort de son père, dans sa ville natale de Saint-Louis auprès de sa mère. Elle doit alors prouver l’innocence de sa sœur Ann, accusée du meurtre d’un séduisant athlète qui aurait été son amant et dont le passé se révèle fort trouble. Dans La Mort en filigrane, la dynamique héroïne enquête sur la mort d’un jeune ingénieur et révèle les pratiques frauduleuses d’un laboratoire de produits pharmaceutiques.

## Œuvre

### Romans

#### SérieRachel Gold
- Canaan Legacy (1988), version remaniée sous le titre Grave Designs (1992) Publié en français sous le titre La mort est une loterie, Paris, Librairie des Champs-Élysées, Le Masque no 2200, 1994
- Death Benefits (1992) Publié en français sous le titre La Mort en primes, Paris, Librairie des Champs-Élysées, Le Masque no 2225, 1995
- Firm Ambitions (1994) Publié en français sous le titre La Mort en forme, Paris, Librairie des Champs-Élysées, Le Masque no 2308, 1996
- Due Diligence (1995) Publié en français sous le titre La Mort en filigrane, Paris, Librairie des Champs-Élysées, Le Masque no 2310, 1997
- Sheer Gall (1996) Publié en français sous le titre La Mort en ménage, Paris, Librairie des Champs-Élysées, Le Masque no 2373, 1998
- Bearing Witness (1999)
- Trophy Widow (2002)
- The Flinch Factor (2013)

#### Autre roman signé Michael Baron
- The Mourning Sexton (2005)

### Nouvelles

#### Recueil de nouvelles de la sérieRachel Gold
- A Handfull of Gold (2012)

#### Nouvelle isolée de la sérieRachel Gold
- The Bread of Affliction (1999)

### Autres publications
- May It Amuse the Court: Editorial Cartoons of the Supreme Court and Constitution (1999)

### Articles
- The Missouri Franchise Act: Much Ado About Nothing (1991)
- Bulls in the China Shop (2004)
- From Shylock to Billy Budd: the Literary Headline Trial (2011)

## Sources
- Claude Mesplède (dir.), Dictionnaire des littératures policières, vol. 2 : J - Z, Nantes, Joseph K, coll. « Temps noir », 2007, 1086 p. (ISBN 978-2-910686-45-1, OCLC 315873361), p. 64.
- (en) Lee Ann Sandweiss, Seeking St. Louis : voices from a river city, 1670-2000, St. Louis, Missouri Historical Society Press, 2000, 1048 p. (ISBN 978-1-883982-11-9, lire en ligne), p. 939.